# Leucemia neutrofílica crónica
Se trata de un síndrome mieloproliferativo crónico muy infrecuente, hay menos de 100 casos reportados en el mundo, habitualmente manifestado como una reacción leucemoide y caracterizado por un aumento de los neutrófilos maduros en la sangre periférica, aunque raramente es posible la aparición de granulocitos inmaduros y en algunos casos normoblastos.

## Hallazgos de laboratorio
Se encuentra neutrofilia persistente en sangre periférica (> 25x 10 9/L), elevación de la vitamina B12 en suero, fosfatasas alcalinas leucocitarias elevadas. No hay aumento de la velocidad de sedimentación globular, pero puede observarse así mismo una elevación del ácido úrico sérico.
En las reacciones leucemoides también se encuentran elevaciones del ácido úrico y la vitamina B12 pero son inferiores a las encontradas en la leucemia neutrofílica crónica.

## Manifestaciones clínicas
Se observa hepatoesplenomegalia persistente pero no suele haber fiebre.
La mayoría de los pacientes presentan síntomas de gota, especialmente después del tratamiento con Busulfán y unas tendencias hemorrágicas inexplicables.

## Hallazgos moleculares
Se diferencia de la leucemia mieloide crónica y de la leucemia linfoide aguda en que la proteína resultante del gen híbrido presenta en la electroforesis 230 KDa, en lugar de los 210 y 190 KDa de las otras dos, respectivamente.
Aunque en la mayoría de los casos no se detectan anormalidades citogenéticas.
Quizás a este respecto lo más importante es la ausencia del cromosoma Filadelfia y de la translocación BCR/ABL, típicas de la leucemia mieloide crónica